# Битка на Витков хълм
Битката на Витков хълм се състои през 1420 г. в района на Прага.
Предсавлява сблъсък между хуситите и контрареформаторските сили на кръстоносеца Сигизмунд Люксембургски. Тя е финална част от краткотрайната (едномесечна) обсада на Прага, наложена от кръстоносците.

## Предистория
Смъртта на Ян Хус, екзекутиран по време на Констанцкия събор е повод за открито неподчинение на реформаторите в Бохемия. Нарекли се хусити, те предизвикват папа Мартин V и кандидатът за Свещен Римски император Сигизмунд със серия от анигермански и актицърковни погроми и актове, сред които са първата Пражка дефенестрация и присвояването на църковни имоти. Това дава причина за война на католическите сили във и извън Бохемия и на 1 март 1420 е издадена папска була, призоваваща католиците за Кръстоносен поход срещу Бохемия.
След първоначални успехи срещу бохемските католически лоялисти при Некмер и Судомер хусизмът е широкоподкрепен в Бохемия, Моравия и Силезия. Учението прониква след различни прослойки на къснофеодалното общество и е отхвърлено само от най-висшата германско-бохемска аристокрация. Тази разнообразна социална структура на хуситите не успява да се обедини от единна идеология и скоро се появяват хусистки фракции. Всяка една ратува за църковни реформи, но в различна степен и готовност за компромиси. Така умерените каликстинци и Пражките хусити, оглавени от Винцент фон Вартенберг отначало се дитанцират от таборитите на Жижка. Но когато папската була е оповестена и тя призовава за религиозна война срещу всички хусистки секти пражаните канят Ян Жижка да отбранява града срещу кръстоносците. Едноокия Ян откликва и пристига в Прага малко преди Сигизмунд да обсади града около 14 юни 1420 г. Вдостващата кралица София и Винцент фон Вартенберг се затварят в Храдчани с лоялистки католически гарнизон.

## Ход на битката
Битката на Витков хълм представлява сражение между двете армии – обсаждаща и обсадена, в района на укреплението на едноименното възвишение. Опитът на рицарите да го завладеят е осуетен, след като хусистки отряд излиза от крепостта и през карловите лозя напада атакуващите в гръб, докато от укреплението обстрелват врага с огнестрелните си оръжия. В битката кръстоносците са поведени от флорентинския кондотиер Филипо Спано. В сражението загива Хайнрих фон Исенбург, а много други рицари (цитират се около 300) също са повалени във Вълтава. Кръстоносната армия отстъпва към Ку̀тна Хо̀ра.

## Последици
Според Пьотр Марчак военния гений на Ян Жижка печели трета неочаквана победа над остарелите бойни и обсадни тактики на рицарската война.
Същият автор обаче цитира данни, според които кръстоносната армия наброява 100 000 души, а хуситите са едва 12 000. Авторът не обяснява защо това сериозно предимство в числеността, а и известната разлика във военната подготовка и екипировка на армиите не води до победа на кръстоносците. Очевидно голямата армия на агресора изпитва затруднение с продоволствието и снабдяването, което налага вдигане на обсадата и преориентиране към локална война – с цел грабеж и осигуряване на изхранването, затруднени от застоя под стените на Прага. Това не бива да обезценява успеха на Жижка, който умело използва всички военностратегически методи и е запомнен като победител.

## Галерия
- Статуя на Ян Жижка като конник в Национален Мемориал Витков Хълм – Прага, автор: Бохумил Кафка
- Витков Хълм в Прага, с мемориала на Ян Жижка. Днес е наричан Жижков хълм
- „След битката – Бог е Истина, не Сила“,
автор: Алфонс Му̀ха, цикъл Словянска епопея